# Faille nord-pyrénéenne

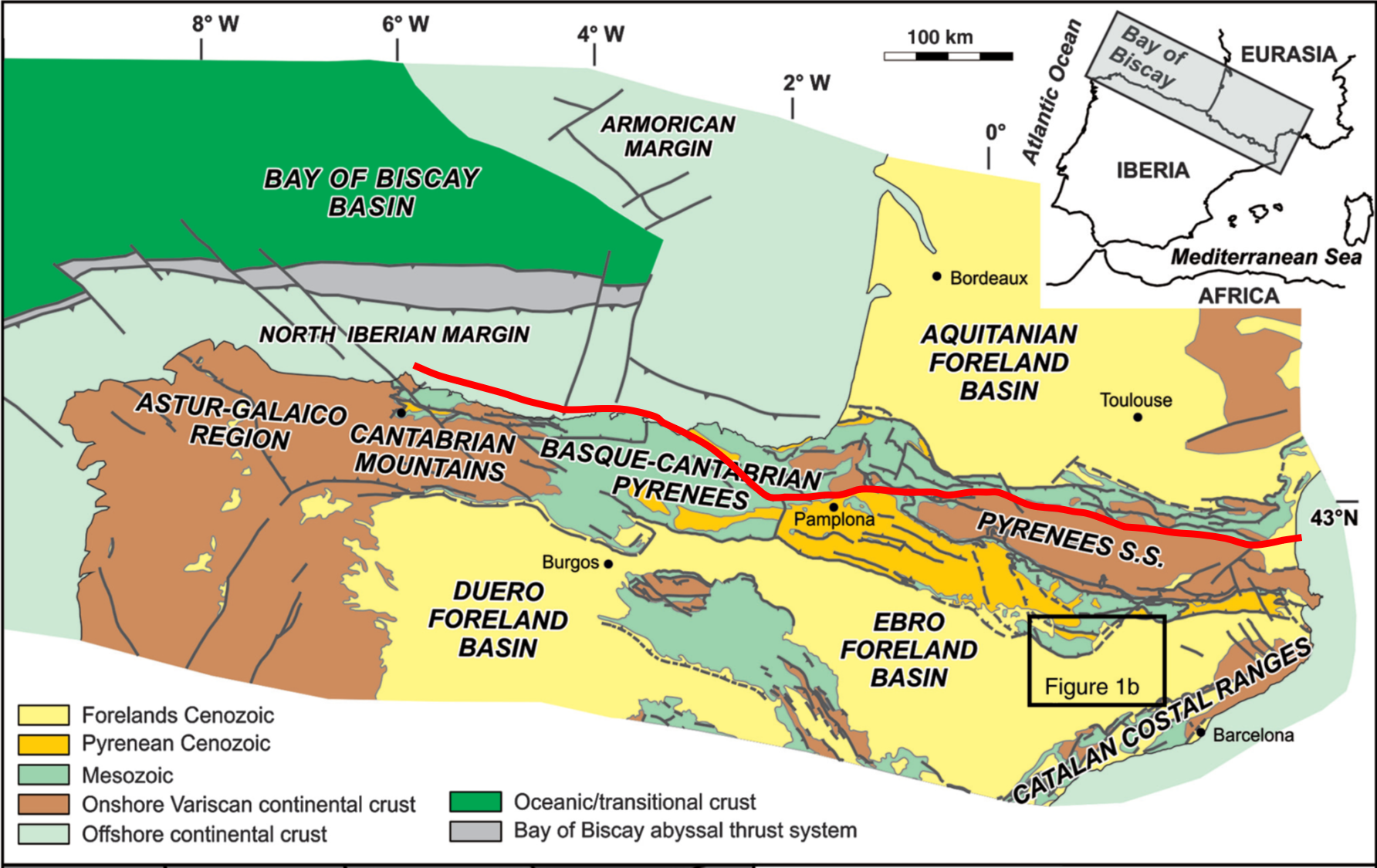
Tracé approximé de la faille nord-pyrénéenne actuelle (en rouge).

La faille nord-pyrénéenne est la principale faille de la chaîne des Pyrénées qui court d'ouest en est au milieu de la chaîne. Elle a la particularité d'avoir été au d'abord une faille décrochante, entre 80 et 50 Ma, avant de devenir une faille inverse de compression lors de l'orogenèse des Pyrénées.  
C'est une fracture ancienne et majeure : un indice pour cela est le comportement du Moho, qui descend brusquement le long la faille nord-pyrénéenne de 30 à 50 kilomètres pour remonter très lentement plus au sud.

## Topographie
Au centre et à l'est des Pyrénées, la faille nord-pyrénéenne délimite la zone nord-pyrénéenne au nord de la zone axiale au sud. Il est plus difficile de repérer la faille à l'ouest, car elle disparaît localement de la surface pour réapparaître à plus au sud-ouest vers les montagnes basques. À l'ouest, au pays basque espagnol, elle marque par un décrochement continu côté au sud de la nappe des marbres et de l'arc plissé basque. Dans la province de Santander, la faille longe le littoral atlantique. La limite méridionale de la zone axiale se trouve alors entièrement en Espagne.
La faille nord pyrénéenne est une faille inverse qui fait que la zone axiale chevauche la zone nord-pyrénéenne le long de la faille. Toutefois, la faille nord-pyrénéenne contient des mylonites fortement tectonisés, ce qui montre que la zone fut autrefois une zone de cisaillement. De plus, l'encaissant porte des linéations horizontales soulignant le caractère décrochant de l'accident, et dont on déduit que la faille fut coulissante par le passé. 

## Historique

Faille nord-pyrénéenne coulissante vers 75 Ma provoque un décalage dextre de 150 km au travers de la virgation ibéro-armoricaine. La zone axiale des Pyrénées est représentée en orange sur la plaque ibérique.

À la fin de l'orogenèse varisque, une tectonique cassante produit dans cette zone de la Pangée de grandes fractures, un système de rifts continentaux apparaissant déjà à la limite Permien-Trias vers 250 Ma. Ces rifts suivent probablement des fractures déjà tracées auparavant durant le Paléozoïque.
Au Jurassique de 200 à 150 Ma, la Pangée puis la Laurasia éclatent au niveau de l'Europe, laissant une série de micro-plaques telles que la péninsule Ibérique (appelée aussi Iberia), Aquitania, Adria, la plaque Vardar, etc,. Entre Iberia et la plaque européenne le rift continental devient un rift océanique. 
Après cette séparation, la plaque ibérique commence un mouvement de rotation anti-horaire vers 150 Ma, ouvrant le golfe de Gascogne à l'ouest et entraînant un serrage à l'est avec la plaque européenne : c'est le début de la phase de cisaillement et la faille nord-pyrénéenne devient coulissante (voir illustration). 
La faille devient ensuite inverse à la transition temporelle Paléocène/Éocène lorsque la remontée de la plaque africaine au nord induit un fort raccourcissement de la croûte terrestre supérieure dans la zone et commence la phase majeure de l'orogenèse des Pyrénées.